# Akbash
El Akbash es una raza canina cuyo origen se encuentra en Turquía, donde empezó a desarrollarse desde tiempos ancestrales para el cuidado del ganado, sobre todo ovino.
Se trata de una variante del kangal turco solo que con la particularidad de tener un pelaje de color más claro, casi blanco.

## Nombre
Dos de los nombres más usados para hacer referencia a este can, son Akbash  y Akkush. Ambos nombres tienen un significado concreto en turco, así Akbash significa “cabeza blanca”, y Akkush, “pájaro blanco”.  La raza se asemeja al Pastor de Maremma, al  Perro de montaña de los Pirineos, al Kuvasz, al Cuvac Eslovaco, y al Pastor de Tatra.

## La raza
Ocupando el territorio turco se encuentran otras muchas razas autóctonas, Akbash, Kangal, Aksaray Malakli, Boz shepperd etc.
Aunque en un principio los americanos y europeos designaban el mismo nombre para todas las razas(perro pastor de Anatolia), considerando que todos eran perros pastores sin tener en cuenta pesos, alturas, pelaje etc.
Posteriormente, en 1996, se celebró en la Universidad de Konya un simposio internacional que promovió la distinción entre las tres razas de perros turcos protectores del ganado.
Hoy día se consideran razas separadas y existe una asociación internacional del Akbash, cuya sede se encuentra en EE. UU. que fomenta la popularidad de la raza en todo el mundo y, en especial, en EE. UU. donde se utiliza para proteger al ganado de los coyotes.
Cabe mencionar que esta raza se utilizó en países extranjeros como base de cría para crear la raza Pastor de anatolia, una raza resultante del cruce de varias razas originarias de Turquía, principalmente Kangal y Akbash.

## Características generales
La altura a la cruz es de 86 cm y 65 kg en los machos y 77 cm con 55 kg las hembras.
Presentan el característico color blanco que hace de esta raza la raza perfecta para el cuidado del ganado, ya que permite diferenciar al perro del lobo con apenas la escasa luz de la luna.
El Akbash es un perro tranquilo cuando no trabaja. Además presenta un porte majestuoso que transmite calma. Es extremadamente fiel a sus ovejas, e incluso se dice que crea lazos afectivos tan fuertes con ellas que llegan a imposibilitar su apareamiento.